# ماري ميلز باتريك
ماري ميلز باتريك (بالإنجليزية: Mary Mills Patrick)‏ هي كاتِبة أمريكية، ولدت في 10 مارس 1850، وتوفيت في 25 فبراير 1940.

## وصلات خارجية
- ماري ميلز باتريك على موقع الموسوعة البريطانية (الإنجليزية)